# Zviadi Jandzhaliashvili
Zviadi Jandzhaliashvili (5 de enero de 1983) es un deportista georgiano que compitió en judo. Ganó una medalla de bronce en el Campeonato Europeo de Judo de 2006, en la categoría de +100 kg.

## Palmarés internacional
| Campeonato Europeo | Campeonato Europeo  | Campeonato Europeo | Campeonato Europeo |
| Año                | Lugar               | Medalla            | Categoría          |
| ------------------ | ------------------- | ------------------ | ------------------ |
| 2006               | Tampere (Finlandia) | Medalla de bronce  | +100 kg            |